# 卵果双盖蕨
卵果双盖蕨（学名：Diplazium ovatum）也称卵果短肠蕨，为蹄盖蕨科双盖蕨属下的一个种。